# Casa Balvey

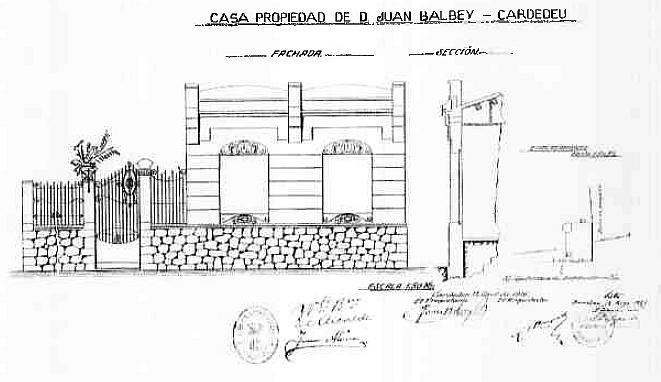
Proyecto de Manuel Raspall.

La casa Balvey es un edificio construido en 1915 por encargo de Joan Balvey y Bas en la población de Cardedeu de la comarca catalana del Vallés Oriental en la provincia de Barcelona. Es obra del arquitecto vallesano Manuel Joaquín Raspall y pertenece al período novecentista de su obra. Es un edificio incluido en el Inventario del Patrimonio Arquitectónico de Cataluña y protegida como Bien Cultural de Interés Local.

## Historia
Joan Balvey y Bas era miembro de la familia Balvey que desde el siglo XVII fueron farmacéuticos de Cardedeu. Había heredado los terrenos donde se ubica este finca junto con una antigua casa a su lado. La zona, conocida en ese momento como "el Puntarró", se situaba en la carretera de Cánovas en la salida norte del núcleo con construcciones de carácter rural. Fue una de las primeras edificaciones residenciales de una expansión urbanística que se concretaría en el «Plan de Reformas del sector Norte» de 1930. Balvey encargó en abril de 1915 la construcción de la casa a Joaquim Raspall, que era el arquitecto municipal de Cardedeu desde 1905 y que sería el autor del plan urbanístico mencionado.
En 1994 se hicieron reformas interiores. Después de unos años de abandono, fue rehabilitada hacia el 2012-2013.

## Estructura

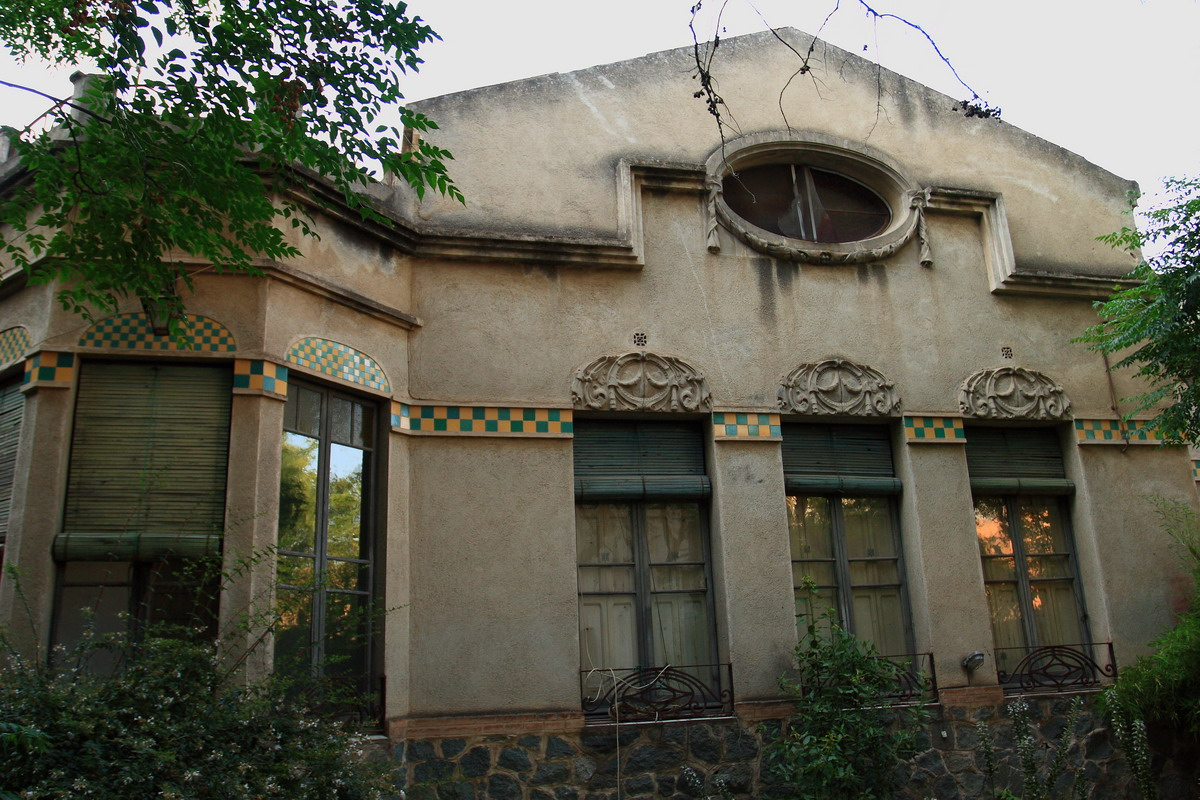
Fachada orientada al jardín.

Se trata de un edificio ubicado en una esquina con las fachadas alineadas a la calle y jardín en el resto del terreno. Tiene planta rectangular con dos crujías perpendiculares a la fachada de la carretera de Cánovas. Consta de planta y un piso con cubierta a dos vertientes. La estructura es de muros de mampostería común y ladrillo, con forjados de vigas de madera y bovedillas de ladrillo. Las vigas de la segunda planta tienen refuerzos metálicos. La escalera interior está hecha con bóveda de ladrillo plano.
La fachada principal está rebozada; los huecos son  adintelados con un guardapolvo en forma de arco carpanel con motivos ornamentales en bajorrelieve, una orla central y decoración vegetal alrededor. 
La cabecera tiene un ojo de buey ovalado central y una moldura escalonada que enlaza con la cornisa perimetral que incorporaba pilastras y relieves de paramentos coronados en ciertos puntos por una barandilla de hierro forjado. El edificio está rodeado por un zócalo de  piedra granítica irregular rematado por dos hiladas de ladrillo. Enlazando todos los vacíos por su parte superior, hay una imposta ajedrezada de baldosas cerámicas verdes y amarillas.

## Interiores
La planta baja está distribuida en una galería orientada al sur, al jardín, comedor-sala, cocina, baño y dos habitaciones con ventana a la calle. Las puertas interior combinan cristales de color amarillo y transparente. Los techos son de cielo raso con alguna moldura decorativa de escayola, y los suelos están realizados de mosaico hidráulico.